# Pallavolo Parma
Pallavolo Parma war ein italienischer Männer-Volleyballverein aus Parma, der von 1949 bis 2004 in der italienischen Serie A spielte.
Pallavolo Parma wurde 1946 als Ferrovieri Parma gegründet. Nach dem Aufstieg 1949 in die Serie A1 gewann man 1950 und 1951 die Italienische Meisterschaft. 1954 fusionierte man mit CUS Parma. 1969 wurde Parma erneut italienischer Meister. Die erfolgreichste Zeit war in den 1980er und frühen 1990er Jahren, als man unter den Sponsoren Santal und Maxicono nahezu alle Titel auf nationaler und internationaler Ebene gewann. Höhepunkte waren hier die Siege in der Champions League 1984 und 1985 sowie der Gewinn der Klubweltmeisterschaft 1989. 2004 wurde die Mannschaft aus wirtschaftlichen Gründen zurückgezogen.